# Lygodactylus pauliani
Lygodactylus pauliani là một loài thằn lằn trong họ Gekkonidae. Loài này được Pasteur & Blanc mô tả khoa học đầu tiên năm 1991.